# Luis Alberto Acuña Tapias
Luis Alberto Acuña Tapias, né le 12 mai 1904 à Suaita et mort le 24 mars 1993 à Villa de Leyva, est un peintre et un sculpteur colombien.
Il est le créateur de la peinture murale, Teogonía de los dioses chibchas, qui se trouve dans le lobby de l'Hôtel Tequendama (es). Cette œuvre a été déclarée monument national selon la résolution no 1498 du 30 août 2001.